# NGC 1916
NGC 1916 (również ESO 56-SC98) – gromada otwarta, znajdująca się w gwiazdozbiorze Złotej Ryby, w Wielkim Obłoku Magellana. Odkrył ją John Herschel 3 listopada 1834 roku.